# Under blågul fana
Under blågul fana, marsch av Viktor Widqvist (1881–1952), antagen som Försvarsmaktens marsch år 1999 (dock antagen som arméns honnörsmarsch redan 1976). Marschen är tämligen virtuos och går i Dess-dur. Det exakta tillkomståret är okänt, men marschen skrevs senast år 1916. Från detta år finns nämligen stämmaterial bevarat från Flottans musikkår i Stockholm. Stycket framstod under beredskapsåren på 1940-talet som en samlande "nationalmarsch", och har behållit stor popularitet sedan dess.